# Литвинов, Фёдор Нефёдович
Фёдор Нефёдович Литвинов (7 июля 1907, Казахстан — 29 ноября 1995) — дорожный мастер Тамерланской дистанции пути Южно-Уральской железной дороги, Челябинская область, Герой Социалистического Труда.

## Биография
Родился 7 июля 1907 года в селе Новопавловка Кустанайского уезда Тургайской области, Карасуского района Костанайской области Казахстана, в крестьянской семье. В 1929—1932 годах проходил срочную службу в рядах Красной Армии.
После демобилизации поступил железнодорожным ремонтным рабочим на станцию Карталы Южно-Уральской железной дороги. В 1934 году окончил курсы бригадиров и дорожных мастеров в городе Курган, вернулся на станцию Карталы.
В годы Великой Отечественной войны, работая под лозунгом «Всё — для фронта, всё — для победы.», коллектив, возглавляемый опытным дорожным мастером, обеспечивал бесперебойное и безопасное движение поездов. Через станцию Карталы шли составы с грузом для Магнитогорска, а в обратном направлении везли металл необходимый сотням предприятий Урала. За доблестный труд Ф. Н. Литвинов был награждён орденом «Знак Почёта».
С 1948 года работал дорожным мастером на станции Тамерлан той же Южно-Уральской железной дороги. В должности руководителя службы пути внёс значительный вклад в улучшение состояния железнодорожного пути, повышение качества производимых работ.
Указом Президиума Верховного Совета СССР от 1 августа 1959 года за выдающиеся успехи, достигнутые в развитии железнодорожного транспорта Литвинову Фёдору Нефёдовичу присвоено звание Героя Социалистического Труда с вручением ордена Ленина и золотой медали «Серп и молот».
Жил в посёлке Варна Челябинской области. Скончался 29 ноября 1995 года
Награждён орденами Ленина, Трудового Красного Знамени, «Знак Почёта», медалями; знаками «Отличный путеец» и «Почётный железнодорожник».